# Plant Breeding
Plant Breeding (ook Zeitschrift für Pflanzenzüchtung) is een internationaal, aan collegiale toetsing onderworpen wetenschappelijk tijdschrift op het gebied van de plantkunde. De naam wordt in literatuurverwijzingen meestal afgekort tot Plant Breed. Het wordt uitgegeven door John Wiley and Sons en verschijnt 8 keer per jaar.